# Nuoto ai XVIII Giochi del Mediterraneo - 400 metri stile libero femminili
La gara dei 400 metri stile libero femminili dei XVIII Giochi del Mediterraneo si è svolta il 25 giugno 2018. Al mattino si sono svolte le batterie, mentre la finale si è disputata nel pomeriggio.

## Podio
| Pos. | Atleta            | Nazione    |
| ---- | ----------------- | ---------- |
|      | Simona Quadarella | Italia     |
|      | Mireia Belmonte   | Spagna     |
|      | Diana Durães      | Portogallo |

## Record
Prima della manifestazione il record del mondo (RM) e il record dei Giochi del Mediterraneo (RG) erano i seguenti.
|  | 3'56"46 | Katie Ledecky       | 7 agosto 2016 Rio de Janeiro |
|  | 4'00"41 | Federica Pellegrini | 27 giugno 2009 Pescara       |

Durante la competizione non sono stati migliorati record.

## Risultati

### Batterie
| Pos. | Batteria | Corsia | Atleta            | Nazionalità | Tempo   | Note  |
| ---- | -------- | ------ | ----------------- | ----------- | ------- | ----- |
| 1    | 2        | 5      | Mireia Belmonte   | Spagna      | 4'12"11 | Q     |
| 2    | 1        | 4      | Simona Quadarella | Italia      | 4'12"76 | Q     |
| 3    | 2        | 3      | Diana Durães      | Portogallo  | 4'13"36 | Q     |
| 4    | 1        | 6      | Anja Crevar       | Serbia      | 4'14"24 | Q     |
| 5    | 2        | 6      | Melani Costa      | Spagna      | 4'15"89 | Q     |
| 6    | 1        | 5      | Linda Caponi      | Italia      | 4'16"59 | Q     |
| 7    | 1        | 3      | Katja Fain        | Slovenia    | 4'17"80 | Q     |
| 8    | 2        | 4      | Anja Klinar       | Slovenia    | 4'18"78 | Q RIT |
| 9    | 1        | 2      | Kalliopi Araouzou | Grecia      | 4'18"81 | Q     |
| 10   | 2        | 2      | Tamila Holub      | Portogallo  | 4'19"18 |       |
| 11   | 2        | 7      | Beril Böcekler    | Turchia     | 4'20"44 |       |
| 12   | 1        | 1      | Arianna Valloni   | San Marino  | 4'24"25 |       |
| 13   | 1        | 7      | Afroditi Katsiara | Grecia      | 4'24"70 |       |
| 14   | 2        | 8      | Sara Lettoli      | San Marino  | 4'30"56 |       |
| 15   | 1        | 8      | Gabriella Doueihy | Libano      | 4'32"77 |       |

### Finale
| Pos. | Corsia | Atleta            | Nazionalità | Tempo   | Note |
| ---- | ------ | ----------------- | ----------- | ------- | ---- |
|      | 5      | Simona Quadarella | Italia      | 4'05"68 |      |
|      | 4      | Mireia Belmonte   | Spagna      | 4'05"87 |      |
|      | 3      | Diana Durães      | Portogallo  | 4'09"49 |      |
| 4    | 7      | Linda Caponi      | Italia      | 4'12"16 |      |
| 5    | 6      | Anja Crevar       | Serbia      | 4'12"88 |      |
| 6    | 2      | Melani Costa      | Spagna      | 4'15"13 |      |
| 7    | 1      | Katja Fain        | Slovenia    | 4'17"42 |      |
| 8    | 8      | Kalliopi Araouzou | Grecia      | 4'22"11 |      |